# Ostrowla
Ostrowla (biał. Астроўля, Astroula; ros. Островля, Ostrowla) – wieś na Białorusi, w obwodzie grodzieńskim, w rejonie lidzkim, w sielsowiecie Trzeciakowce, przy głównej drodze wyjazdowej z Lidy w kierunku zachodnim. Od wschodu graniczy z Lidą.
Współcześnie wieś obejmuje także dawny zaścianek Nowinka.

## Historia
W XIX i w początkach XX w. położona była w Rosji, w guberni wileńskiej, w powiecie lidzkim, w gminie Lida.
W dwudziestoleciu międzywojennym leżała w Polsce, w województwie nowogródzkim, w powiecie lidzkim, w gminie Lida. W 1921 Ostrowla liczyła 167 mieszkańców, zamieszkałych w 33 budynkach. Zaścianek Nowinka liczył zaś 7 mieszkańców, zamieszkałych w 1 budynku. Mieszkańcami obu miejscowości byli wyłącznie Polacy wyznania rzymskokatolickiego.
Po II wojnie światowej w granicach Związku Sowieckiego. Od 1991 w niepodległej Białorusi.
W Ostrowli urodził się Stefan Łowkis (1880-1965), kolejarz, związkowiec, poseł na Sejm Litwy Środkowej.